# Едмондо Де Амічіс
Едмондо Де Амічіс (італ. Edmondo De Amicis, Імперія, 21 жовтня 1846 — Бордігера, 11 березня 1908) — італійський письменник, найбільш відомий своїм дитячим романом «Серце» (італ. Cuore, 1886).

## Життя і творчість
Після короткої кар'єри в армії Де Амічіс присвятив себе літературі. Він мав досить швидкий успіх з короткими оповіданнями про солдатське життя та низкою книг про мандрівництво. Де Амічіс писав чіткою, невимушеною прозою, що робить його чимось на кшталт Габріеле Д'Аннунціо. Йому найкраще вдається змальовувати «просту людину», здебільшого це особи з провінції. Його усміхнений оптимізм, здоровий глузд і негероїчна посередність особливо приваблювали тогочасний буржуазний клас.
Твір, який прославив Де Амічіса, «Серце» (італ. Cuore), довгий час вважався базовою книгою для духовного виховання італійської дитини. За простою історією ховається сильне моралізаторство, педагогічні тенденції. Книжка мала міжнародний успіх і згодом була кілька разів екранізована. У 1970-х роках за нею було створено 52-серійний японський мультсеріал.
Після 1890 року Де Амічіс перейшов на бік соціалізму і, окрім того, що знову писав сильні замальовки та спостереження за людьми, він також писав численні статті та памфлети. Його останні роботи «Поганська мова» (1905) та «Нові ритуали письменників і художників» (1908) часто вважаються його найсильнішими літературними творами. У цей період він сильно страждав від смерті матері, самогубства сина та припадків дружини. Де Амічіс помер у 1908 році у віці 61 року.

## Український переклад
Було перекладено низку творів, серед яких:
| В передодень Нового Року (пер. Данило Бодревич)          | Худ. Оповідання | 1904 |
| Записки школяра                                          | Худ. Оповідання | 1906 |
| Малі герої: Картини з життя дітей (пер. Антін Лотоцький) | Худ. Оповідання | 1923 |
| Серце (пер. Петро Соколовський)                          | Дит. Повість    | 1886 |
| Шкільні товариші (пер. Олекса Діхтяр)                    | Худ. Оповідання | 1917 |